# Garantia de devolução do dinheiro
Uma garantia de devolução do dinheiro, também conhecida como garantia de satisfação, é essencialmente uma garantia simples de que, se um comprador não estiver satisfeito com um produto ou serviço, será feito um reembolso.
O empresário do século XVIII Josiah Wedgwood foi pioneiro em muitas das estratégias de marketing usadas hoje, incluindo a garantia de satisfação ou devolução do dinheiro em toda a gama de seus produtos de cerâmica. Ele aproveitou sua oferta de garantia para enviar seus produtos a clientes ricos em toda a Europa sem ser solicitado. A garantia de devolução do dinheiro também foi uma ferramenta importante dos pioneiros em vendas por catálogo nos Estados Unidos, como Richard Sears e Powel Crosley Jr., para conquistar a confiança dos consumidores.

## Alegações falsas
O uso de garantias de devolução de dinheiro aumentou significativamente nos últimos anos e tornou-se uma prática padrão no marketing direto em todas as mídias. Muitas vezes, empresas não confiáveis a usam como uma tática para levar o cliente a uma falsa sensação de segurança. Muitas garantias dos vendedores geralmente ficam fora do escopo permitido de seus acordos comerciais com seus bancos. Por exemplo, Visa e MasterCard proíbem explicitamente o vendedor de oferecer uma garantia de devolução do dinheiro nos últimos 90 dias após a compra.
Questões relacionadas a garantias falsas tornaram-se tão comuns que a Federal Trade Commission abordou especificamente a questão no Manual do Código de Regulamentos Federais (§ 239.1).

## Recurso do cliente
Há muitas maneiras pelas quais os clientes podem tomar medidas para pressionar uma empresa a manter sua garantia anunciada, como entrar em contato com as autoridades.